# Budkovany
Budkovany jsou středověká vesnice na katastrálním území obce Jedovnice v okrese Blansko. Nacházela se asi 2 km jižně od Jedovnic, na mírném svahu u rybníka Budkovan. Přesná lokalizace byla určena archeologickým průzkumem, který zde probíhal od poloviny 20. století. Vesnice je naposledy zmíněna v písemných pramenech v 15. století, kdy byla uváděna jako pustá.

## Historie
Budkovany vznikly jako součást kolonizačního úsilí Holštejnského panství ve druhé polovině 13. století, pravděpodobně za vlády Bohuše z Holštejna nebo Hartmana z Ceblovic. První písemná zmínka pochází z roku 1371, kdy jsou v zemských deskách uvedeny pod počeštěným názvem Budkovany. Archeologické nálezy keramiky s tuhovou polevou dokládají existenci osady již v poslední třetině 13. století. K zániku vsi došlo mezi lety 1437–1464, pravděpodobně v důsledku husitských válek. Analýza přepálené mazanice ukazuje, že ves vyhořela během vojenských operací, pravděpodobně při tažení husitských nebo katolických vojsk regionem. Definitivní ztrátu významu dokládá zápis z roku 1464, kdy Vok V. z Holštejna prodal pusté Budkovany Smilovi z Loděnice.

## Archeologický výzkum
Systematický průzkum lokality provedl Ervín Černý v 60. letech 20. století. Vesnice se rozkládala na ploše 300 metrů podél západního břehu rybníka Budkovan. Jádro osady tvořily dvě části: jižní segment u lesního okraje s relikty kolonizačního dvorce (čtverec 6×6 m) a severní skupina čtyř roubených obytných staveb u hráze. Mezi nimi se rozprostírala plužina o rozloze 270 hektarů s vějířovitým uspořádáním polí. Parcely dlouhé 600–1300 metrů využívaly schodkovité terasy k obdělávání železitých pískovcových půd. Mezi klíčové nálezy patří kovářské strusky dokládající řemeslnou výrobu a studní roubení u severních reliktů. Pylové analýzy odhalily pěstování pšenice, žita a pohanky.

## Hospodářský význam
Ekonomika vsi kombinovala chov kaprů v rybníku Budkovan (3,2 ha) s těžbou železitého pískovce pro stavební účely. V jižním svahu se dochovaly lomové stěny vysoké až 4 metry. Lněnou produkci potvrzují nálezy tkalcovských závaží, zatímco vřeténka svědčí o domácím předení.

## Současný stav
Lokalita je od roku 1992 součástí Přírodního parku Rakovecké údolí. LIDARový průzkum (2020) odhalil dochované terénní relikty včetně středověké komunikace k dvorci Dvořec. Místo je chráněno jako kulturní památka, ale zvýšená návštěvnost představuje riziko eroze.